# Thomas Bauer
Thomas Bauer (Viena, 24 de enero de 1986) es un portero profesional de balonmano nacido en Austria, que juega en el JAGS Vöslau. Es internacional con la selección de balonmano de Austria.

## Trayectoria[3]
Jugó entre 2011 y 2013 para la TV 1893 Neuhausen . Antes de esto, lo hizo durante el lapso de seis años en Aon Fivers Margareten en la capital austríaca, Viena, luego militó por dos años en la TV Korschenbroich, y un año por HSG FrankfurtRheinMain.
Para la temporada 2013/14 Thomas Bauer dejó su club y firmó para el TBV Lemgo.
En la temporada 2015/16 fue el club francés Istres Ouest Provence quien se hizo de sus servicios. 
Finalmente en el verano de 2016 llegó al Pays d'Aix UC de la Liga francesa de Balonmano.
| Período     | Club                   | País     |
| ----------- | ---------------------- | -------- |
| 2003-2009   | Aon Fivers Margareten  | Austria  |
| 2009-2010   | TV Korschenbroich      | Alemania |
| 2010-2011   | HSG FrankfurtRheinMain | Alemania |
| 2011-2013   | TV 1893 Neuhausen      | Alemania |
| 2013-2015   | TBV Lemgo              | Alemania |
| 2015-2016   | Istres OPH             | Francia  |
| 2016-2017   | Pays d'Aix UC          | Francia  |
| 2017-2018   | Massy EHB              | Francia  |
| 2018        | ØIF Arendal            | Noruega  |
| 2018 - 2020 | FC Porto               | Portugal |
| 2020 - 2021 | AEK Atenas             | Grecia   |
| 2021        | Al Rayyan              | Catar    |
| 2022 - 2023 | Olympiacos             | Grecia   |
| 2023 - Act. | JAGS Vöslau            | Austria  |

## Vida privada
Está casado con Laura Bauer, una jugadora de balonmano austriaca.

## Palmarés

### Fivers Margareten
- Copa de Austria de balonmano (1): 2007[5]

### Oporto
- Liga de Portugal de balonmano (1): 2019
- Copa de Portugal de balonmano (1): 2019

### AEK Atenas
- Liga de Grecia de balonmano (1): 2021
- Copa de Grecia de balonmano (1): 2021
- Copa Europea de la EHF (1): 2021

### Olympiacos
- Liga de Grecia de balonmano (1): 2022
- Copa de Grecia de balonmano (1): 2023